# 追而書
追而書（おってがき）とは、尚々書（なおなおがき）とも呼ばれ、日本の中世の書状による見られた書式で、書状本文の内容とは関係のない事柄を書状の端か礼紙などの別紙に書き添えること。またその用紙。現在の追伸に近い。
書出が「追而申」または「尚々」から始まることからこの名称が付いた。書止は「以上」「端書無之」などで締める。また、礼紙に独立して書かれる場合には礼紙書（らいしがき）・礼紙端書（らいしはしがき）などとも称する。12世紀頃から私文書で用いられ始め、後には御教書や院宣などの公文書などでも採用されるようになった。